# Happy Songs for Happy People
A Happy Songs for Happy People a Mogwai negyedik stúdióalbuma, amelyet 2003. június 17-én adott ki a Play It Again Sam Európában és 7-én a Matador Records az Amerikai Egyesült Államokban. Producerei az együttes tagjai és Tony Doogan.

## Leírás
A Mogwai a lemezzel még inkább az elektronikus irányba ment el: a dalok zenei alapja elektromos gitár és dob, valamint a legtöbb számban a fő szerepet a szintetizátor tölti be; időnként húrok és zongora is hallhatóak. A számok visszafogottak, ez alól kivétel a Ratts of the Capital és a Stop Coming to My House.
Az általában a számokat feléneklő Stuart Braithwaite hangja nem hallható az albumon, helyette Barry Burns és John Cummings hangja szerepel rajta eltorzítva és érthetetlenül.
A CD-n szerepel a Cubase keverőprogram próbaverziója, valamint a Hunted by a Freak hangsávjai külön-külön.
Az internetre a kiadás előtt kiszivárgott fájlokban szerepelt a Happy Tree Friends főcímdalának egy részlete; ezért a sorozat rajongói közül sokan megvásárolták a lemezt, majd meglepődtek, amikor a végleges változaton már nem találták.
Ez volt az első Mogwai-album, amely felkerült az amerikai Billboard 200 toplistára; a 182. helyen végzett.
A Hunted by a Freak dalhoz készítettek egy animációs klipet, amelyben valaki háziállatokat gyilkol.
A I Know You Are But What Am I? A célszemély 8. évadjának záródala.
A Kids Will Be Skeletons szerepelt a Life Is Strange játékban.

## Számlista
Az összes dal szerzője a Mogwai. 
| 1.    | Hunted by a Freak              | 4:18 |
| 2.    | Moses? I Amn't                 | 2:59 |
| 3.    | Kids Will Be Skeletons         | 5:29 |
| 4.    | Killing All the Flies          | 4:35 |
| 5.    | Boring Machines Disturbs Sleep | 3:05 |
| 6.    | Ratts of the Capital           | 8:27 |
| 7.    | Golden Porsche                 | 2:49 |
| 8.    | I Know You Are but What Am I?  | 5:17 |
| 9.    | Stop Coming to My House        | 4:53 |
| 41:50 |                                |      |

| 1. | Sad DC | 4:34 |

## Közreműködők

### Mogwai
- Stuart Braithwaite – gitár
- Dominic Aitchison – basszusgitár
- Martin Bulloch – dob
- Barry Burns – gitár, billentyűk
- John Cummings – gitár, zongora

### Más zenészek
- Luke Sutherland, Greg Lawson – hegedű
- Caroline Barber, Donald Gillian – cselló
- Scott Dickinson – brácsa

### Gyártás
- Mogwai – producer
- Tony Doogan – producer, felvétel, keverés
- Michael „Frango” Bannister, Gavin Lawrie – hangtechnikusok
- Adam Nunn – maszterelés
- Uncontrollable Urge – borító
- Divine, Inc. – grafika

## Fordítás
Ez a szócikk részben vagy egészben  a   Happy Songs for Happy People című angol Wikipédia-szócikk ezen változatának fordításán alapul.  Az eredeti cikk szerkesztőit annak laptörténete sorolja fel. Ez a jelzés csupán a megfogalmazás eredetét és a szerzői jogokat jelzi, nem szolgál a cikkben szereplő információk forrásmegjelöléseként.